# 謝爾希·普羅卡津
謝爾希·列昂尼多維奇·普羅卡津（烏克蘭語：Сергій Леонідович Проказін，羅馬化：Serhii Leonidovich Prokazin，1975年11月3日—2023年8月25日），是一名烏克蘭軍事飛行員，為烏克蘭空軍第40戰術航空旅少校。
普羅卡津死後被追授為中校軍銜。

## 生平
普羅卡津是波爾塔瓦居民，從事航空業24年。曾任第40戰術航空旅少校、飛行員及副旅長。

## 事蹟
自2022年俄羅斯入侵烏克蘭開始以來，他被記錄了超過100小時的戰鬥飛行時間，其參與空中行動，包括烏克蘭東部戰役和扎波羅熱州方向的戰鬥任務。

### 死亡

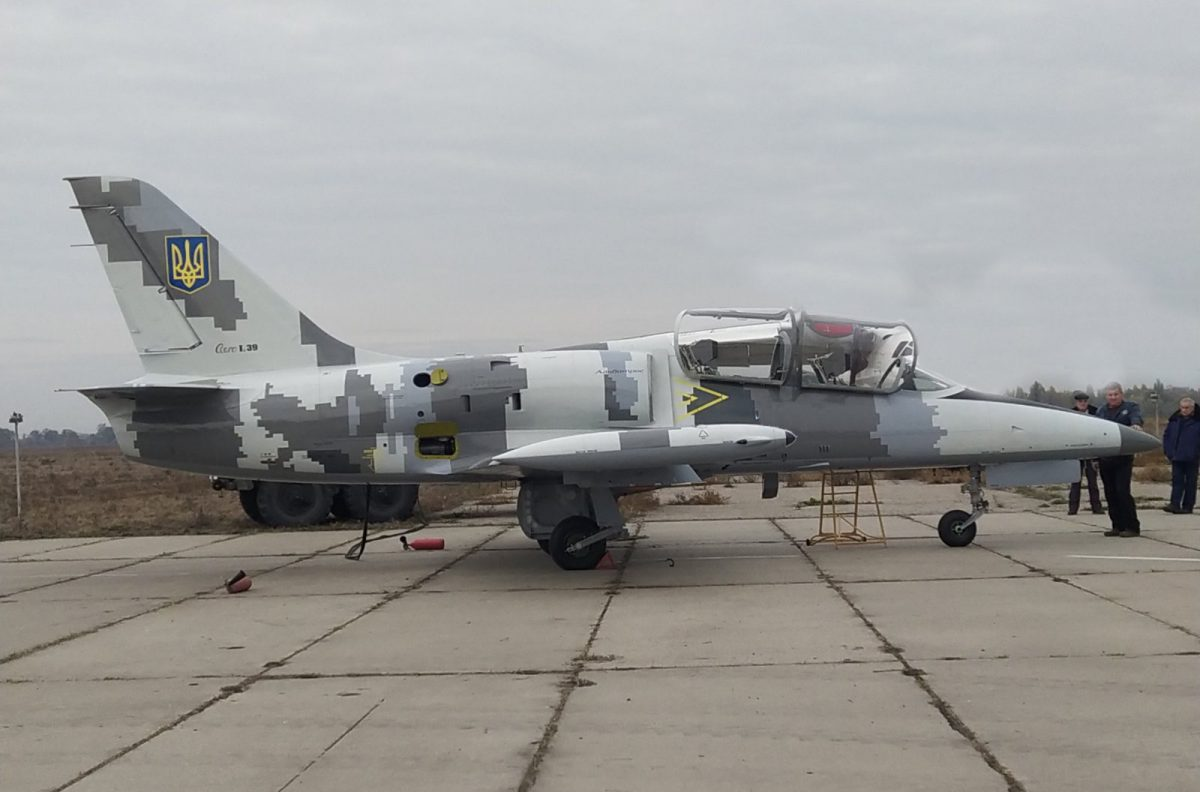
烏克蘭空軍Aero L-39M1 信天翁

2023年8月25日晚上，普羅卡津與兩名飛行員、安德烈·皮爾希科夫上尉和維亞切斯拉夫·明卡少校，在他們的兩架L-39M1教練機於日托米爾州辛胡里附近相撞時身亡。烏克蘭國家調查局已啟動刑事調查，調查飛機失事的原因。

## 榮譽
烏克蘭總統弗拉基米爾·澤連斯基發佈第600/2023 號總統令，追授普羅卡津三級勇氣勳章。
- 三級勇氣勳章[8]